# Slip (kwit)
Slip – rodzaj kwitu poświadczającego dokonanie operacji kartą bankową w terminalu POS. Po dokonaniu transakcji urządzenie drukuje dwa egzemplarze slipa:
- jeden po podpisaniu (o ile podpis jest wymagany) – pozostaje u sprzedawcy,
- drugi otrzymuje płacący.